# Аркур, Франсуа II д’
Франсуа II д’Аркур (фр. François II d'Harcourt; 15 октября 1598 — 30 января 1658, Париж), 2-й маркиз де Бёврон — французский придворный и государственный деятель.

## Биография
Четвертый сын Пьера д’Аркура, 1-го маркиза де Бёврона, и Жилонны Гойон де Матиньон. Маркиз де Бёврон и де Бофу, барон де Мери и де Клевиль, сеньор д’Экто.
В детстве назначен придворным юного Людовика XIII, под именем барона де Мениль-Бю; сопровождал короля в поездке в Гиень и Байонну в 1615 году.
26 июля 1636 получил от короля подтверждение жалованых грамот, выданных 28 июля 1610 и Генрихом IV в августе 1593, и возводивших баронию Бёврон в статус маркизата.
Был управляющим старого Руанского дворца и генеральным наместником короля в Верхней Нормандии. В 1651 году отказался от должности в пользу сына.

## Семья
Жена (27.06.1626): Рене д’Эпине де Сен-Люк (ок. 1606—1639), дама д’Экто, Сен-Лоран де Бредеван и Сен-Совер де Прето, дочь Тимолеона д’Эпине, маркиза де Сен-Люка, и Генриетты де Бассомпьер (ок. 1582 — 1609)
Дети:
- Франсуа III д’Аркур (1627—1705), 3-й маркиз де Бёврон. Жена 1) (27.04.1648): Катрин Летелье де Турневиль (1628 — 26.03.1659), дочь Никола Летелье, сеньора де Турневиля, и Катрин Марк де Ла-Ферте; 2) (19.01.1677): Анжелика де Фабер (1649—1730), дочь маршала Франции маркиза Абрахама де Фабера и Клод Ришар де Клеван
- Тимолеон д’Аркур, сеньор д’Экто, барон де Дрюваль. Умер юным
- Луи д’Аркур (ум. 1719), маркиз де Тюри. Жена: Жилонна-Мари-Жюли д’Аркур (ум. 1664), дочь Оде д’Аркура, графа де Круази, и Мари де Перье
- Шарль д’Аркур (ум. 29.09.1688), рыцарь Мальтийского ордена. Жена: Лидия де Рошфор-де-Теобон (ум. 1708), дочь графа де Теобона
- Мари-Габриель д’Аркур, монахиня в Кане
- Катрин Генриетта д’Аркур (ум. 1701). Муж (24.07.1659): герцог Луи д’Арпажон (1589—1679)
- Жилонна д’Аркур, ум. юной в Кане
- Мари-Франсуаза д’Аркур, монахиня в Кане